# DON'T TRUST ANYONE BUT US
DON'T TRUST ANYONE BUT US（ドント・トラスト・エニーワン・バット・アス）はELLEGARDENの1作目のアルバムである。

## 概要
2002年4月3日発売。フルアルバムとしては1枚目となる。タイトルはシングル「指輪」のカップリング曲「DON'T TRUST ANYONE BUT US」と同名だが、同曲は本作には収録されていない。

## 収録曲
| 全作詞: 細美武士。 |                                                           |          |          |      |
| #                  | タイトル                                                  | 作詞     | 作曲     | 時間 |
| 1.                 | 「My Favorite Song」                                      | 細美武士 | 細美武士 | 3:41 |
| 2.                 | 「サンタクロース」                                        | 細美武士 | 細美武士 | 3:58 |
| 3.                 | 「Can You Feel Like I Do」                                | 細美武士 | 細美武士 | 4:46 |
| 4.                 | 「Bare Foot」(1stシングル)                                | 細美武士 | 細美武士 | 3:47 |
| 5.                 | 「指輪」(2ndシングル)                                     | 細美武士 | 細美武士 | 4:19 |
| 6.                 | 「月」                                                    | 細美武士 | 細美武士 | 2:56 |
| 7.                 | 「45」                                                    | 細美武士 | 細美武士 | 4:34 |
| 8.                 | 「風の日」                                                | 細美武士 | 細美武士 | 4:12 |
| 9.                 | 「Middle Of Nowhere」                                     | 細美武士 | 細美武士 | 3:51 |
| 10.                | 「Lonesome」                                              | 細美武士 | 細美武士 | 5:03 |
| 11.                | 「Sliding Door」                                          | 細美武士 | 細美武士 | 2:51 |
| 12.                | 「The End of The World-Album Mix-」(シークレットトラック) | 細美武士 | 生形真一 | 4:02 |

## 曲解説
1. My Favorite Song
『ELLEGARDEN BEST 1999-2008』にも収録。
2. サンタクロース
3. Can You Feel Like I Do
4. Bare Foot
1stシングル。
5. 指輪
2ndシングル。
6. 月
7. 45
2ndシングルのカップリング曲。曲の最後に「月」の英語バージョンが歌われている。
8. 風の日
『ELLEGARDEN BEST 1999-2008』にもUSバージョンで収録。飼っていたハムスターが死んでしまった日に歌詞を書かなければならず、こんな日には歌詞なんか書けないという気持ちを歌詞にした曲、と細美自身が語っている[2]。
9. Middle Of Nowhere
『ELLEGARDEN BEST 1999-2008』にもUSバージョンで収録。
10. Lonesome
11. Sliding Door
12. The End of The World-Album Mix-
『ELLEGARDEN』収録曲の別バージョン。

Sound Producer:ホリエアキラ

## タイアップ
- オリジナルアニメDVD『I'll』主題歌 (#8)